# Simon Kapwepwe
Simon Mwansa Kapwepwe (* 12. April 1922; † 26. Januar 1980 in Chinsali) war von 1967 bis 1970 der zweite Vizepräsident in Sambia. Er war Jugendfreund, politischer Mitstreiter und Gegenspieler von Kenneth Kaunda.

## Ausbildung
Simon Kapwepwe wurde im Distrikt Chinsali geboren. Obwohl diese Gegend weit abseits von den städtischen Zentren Nordrhodesiens, dem heutigen Sambia liegt, war sie damals von politischer Bedeutung. Der Ort war geprägt von den Gegensätzen zwischen der protestantisch-reformierten Kirche von Schottland, die seit 1905 die Lubwa Mission betrieb, und der römisch-katholischen Kirche mit der Mission der Weißen Väter in Ilondola. Einer der frühen Missionare in Lubwa Mission war David Kaunda, der Vater Kenneth Kaundas, des späteren ersten Präsidenten von Sambia. Kenneth Kaunda und Simon Kapwepwe erhielten beide ihre Schulausbildung in der Lubwa Mission und danach auch ihre Lehrerausbildung. Nach dem Examen zog Kapwewe nach Kitwe, um dort als Grundschullehrer zu arbeiten.

## Der Unabhängigkeitskampf
Aus Unzufriedenheit mit der Kolonialpolitik der Regierung Nordrhodesiens wurde er 1948 einer der Mitbegründer des Northern Rhodesian African National Congress, der sich bald in Northern Rhodesian African National Congress umbenannte. Dieser Partei präsidierte Harry Nkumbula, Kapwewe wurde Mitglied des Vorstandes und Sekretär in Kitwe. Dennoch kehrte Kapwewe mit Kenneth Kaunda 1949 nach Chinsali zurück, wo sie ein Gut gründen wollten. Beide blieben aber  in der Afrikanischen Wohlfahrtsorganisation Chinsalipolitisch aktiv, die ein Ableger der NRANC war.
Kapwewe erhielt 1950 ein Stipendium nach Indien, so dass er seine Lehrertätigkeit aufgab und ein vierjähriges Studium begann. Eines seiner Fächer war Journalismus. In seiner Abwesenheit verwirklichten im Oktober 1953 die weißen Siedler ihren Traum von der Zentralafrikanischen Föderation, der Föderation von Rhodesien und Njassaland. Die Opposition der Afrikaner gegen diesen Schritt wurde durch den NRANC organisiert, war aber nicht erfolgreich. Als Kapwepwe im Januar 1955 zurückkehrte, fand er den NRANC ohne Führer vor, da Nkumbula und Kaunda wegen des Verteilens von subversiven Schriften im Gefängnis saßen. Kapwewe übernahm die Führung des NRANC und Aktionen passiven Widerstandes, die er in Indien unter der Führung von Mahatma Gandhi kennengelernt hatte, der dies Mittel höchst effektiv gegen den britischen Kolonialismus eingesetzt hatte. Als Nkumbula aus der Haft entlassen wurde, ernannte er Kapwepwe zum Präsidenten des NRANC in der Nordprovinz. Später wurde Kapwepwe sein Schatzmeister.
Nkumbulas oft beklagter autokratischer Führungsstil und seine Bereitschaft, zu Lasten des Prinzips der Mehrheitsherrschaft politische Kompromisse zu schließen, führten zu einer Spaltung des NRANC. Kaunda, Kapwepwe und weitere militantere Parteimitglieder lösten sich und gründeten im Oktober 1958 den Zambian African National Congress. Diese Partei wurde von den britischen Kolonialbehörden im März 1959 verboten, ihre Führer wurden verhaftet und Kapwepwe wurde zur Verbüßung der Haft nach Mongu in Barotseland geschickt. Während die Führung des ZANC im Gefängnis saß, lösten sich Mainza Chona und weitere Nationalisten vom ZRANC und gründeten 1959 die United National Independence Party. Kapwepwe und anderen inhaftierte Führer des verbotenen ZANC traten der neuen Partei bei. Als sie im Dezember 1959 aus der Haft entlassen wurden, organisierte Kapwepwe den Verband der UNIP in Barotseland.
1960 waren Kaunda und Kapwepwe auf der Federal Review Conference in London wie Nkumbula und Chona auch. Diese Konferenz beerdigte das Projekt der Zentralafrikanischen Föderation und legte die Grundsteine für die Unabhängigkeit von Sambia und Malawi, dem einstigen Nyassaland. Als Vorbereitung für diese Möglichkeit wurden in Nordrhodesien im Oktober 1961 Wahlen abgehalten. Kapwepwe trat an und siegte deutlich über seinen Herausforderer Dauti Yamba. Das Ergebnis dieser Wahl war eine Koalitionsregierung aus UNIP und ZRANC, in der Kapwepwe den Posten eines Ministers für afrikanische Landwirtschaft erhielt.

## Die Unabhängigkeit Sambias
In den allgemeinen Wahlen, die im Januar 1964 in Sambia abgehalten wurden, gewann die UNIP 55 Mandate und der ZRANC, nun ANC 10. Kapwepwe wurde zunächst Innenminister, im September 1964 Außenminister und blieb es die nächsten drei Jahre. In dieser Zeit hörte er nicht auf, die britische Regierung wegen der einseitigen Erklärung der Unabhängigkeit Rhodesiens durch Ian Smith 1965 anzuklagen.
Ungeachtet ihre Jugendfreundschaft wichen Kapwepwe und Kaunda zunehmend in ihren politischen Vorstellungen voneinander ab. So führte der ehrgeizige Kapwepwe eine Rebellion innerhalb der UNIP, trat in der Wahl zum Stellvertretenden Vorsitzenden der UNIP gegen Reuben Kamanga an und gewann. Kaunda beförderte ihn zum Vizepräsidenten Sambias. Diese Position nutzte er für eine Wirtschaftspolitik, die sich von der Kaundas unterschied. Er plädierte auch für die Erhaltung der sambischen Kultur durch einheimische Sprachen als Unterrichtssprache an den Schulen. Im August 1969 bot er seinen Rücktritt als Vizepräsident und stellvertretender Vorsitzender der UNIP an. Das wäre jedoch ein Bruch innerhalb der UNIP nach Stammesgrenzen geworden. Kaunda wollte das nicht. Er überredete ihn, zu bleiben. Doch im Oktober 1970 berief Kaunda Mainza Chona zum Vizepräsidenten Sambias. Kapwepwe wurde Minister für Kultur und Minister für Lokalregierungen.

## Ende der politischen Karriere
Das Ende Kapwepwes in der UNIP begann sich abzuzeichnen, als er mit der Gründung einer neuen Partei, der United Progressive Party, in Verbindung gebracht wurde, die sich im Copperbelt formiert hatte. Er schwieg, bis Kaunda vier Minister entließ, die er der geheimen Mitgliedschaft in der UPP verdächtigte. Im August 1971 verließ Kapwepwe Regierung und UNIP und erklärte, dass er tatsächlich der Führer der UPP sei. Im Dezember 1971 gewann er die Nachwahlen in Mufulira und wurde der einzige Mandatsträger der UPP in der Nationalversammlung Sambias. Kaunda war verärgert über diese Entwicklung. Am 4. Februar 1972 verbot er die UPP und ließ 122 ihrer Mitglieder einschließlich Kapwepwes verhaften. Kaundas argumentierte, dass die UPP ein Instrument der weißen Minderheitsregierung in (Süd)rhodesien sei, der Südafrikaner und der Portugiesen. Kapwepwe blieb bis 31. Dezember 1972 in Haft. Bis dahin hatte ihn Kaunda politisch neutralisiert, indem er die im Februar 1972 berufene Chona-Kommission, benannt nach ihrem Vorsitzenden Mainza Chona, die Einparteienpartizipationsdemokratie empfehlen ließ, mithin die Diktatur. Nach viermonatigen öffentlichen Anhörungen unterbreitete die Kommission im Oktober 1972 Kaunda ihre Ergebnisse. In deren Folge wurde am 1. Januar 1973 die Zweite Republik verkündet, einen Tag, nachdem Kapwepwe entlassen worden war.
Kapwepwe wurde ab jetzt angegriffen, obwohl er politisch kaltgestellt war. Im Februar 1973 wurde er wegen illegalen Waffenbesitzes festgenommen und erhielt eine zweijährige Haftstrafe auf Bewährung. Die UNIP-kontrollierte Presse schrieb, dass Kapwepwe Leute ins Ausland zum militärischen Training geschickt hätte. Doc Kapwepwe verklagte die Zambia National Broadcasting Corporation, die Times of Zambia und die Zambia Daily Mail und gewann diese Prozesse.
Danach verließ Kapwepwe die Politik und zog sich auf sein Landgut bei Chinsali zurück. In der Absicht, die nationale Einheit zu wahren, bat ihn Kaunda im September 1977, in die UNIP zurückzukehren. Kapwepwe stellte daraufhin Kaundas Versöhnlichkeit auf eine harte Probe, indem er bei der Nominierung für die Präsidentschaft 1978 gegen ihn kandidierte. Er wurde im letzten Augenblick durch eine Änderung der Statuten der UNIP ausmanövriert. Danach verabschiedete sich Kapwepwe und kehrte nach Chinsali zurück.
Simon Kapwewe starb am 26. Januar 1980, zwei Tage nach einem Schlaganfall.